# 友好街道 (伊春市)
友好街道是中华人民共和国黑龙江省伊春市友好区下辖的一个街道办事处。
2016年，伊春市人民政府批准撤销友好街道办事处，下辖地区由友好区直辖。2019年，伊春市人民政府批准恢复设立友好街道办事处。

## 行政区划
友好街道下辖以下村级行政区划单位：
先锋社区、前进社区、滨水社区和青山村。